# Griechische Billie-Jean-King-Cup-Mannschaft
Die griechische Billie-Jean-King-Cup-Mannschaft ist die Tennisnationalmannschaft von Griechenland, die im Billie Jean King Cup eingesetzt wird. Der Billie Jean King Cup (bis 1995 Federation Cup, 1996 bis 2020 Fed Cup) ist der wichtigste Wettbewerb für Nationalmannschaften im Damentennis, analog dem Davis Cup bei den Herren.

## Geschichte
1968 nahm Griechenland erstmals am Billie Jean King Cup teil. Das bislang beste Abschneiden war das Erreichen des Achtelfinales in den Jahren 1977 und 1984.

## Teamchefs (unvollständig)
- Stavros Michalopoulos
- Anastasios Bavelas

## Spielerinnen der Mannschaft (unvollständig)
| Spielerinnen               | Einsätze | Einsätze | Einsätze | Einsätze   |
| Spielerinnen               | erster   | Anzahl   | Jahre    | Bilanz S/N |
| -------------------------- | -------- | -------- | -------- | ---------- |
| Anna Arkadianou            | 2019     | 2        | 1        | 0:2        |
| Eleni Christofi            | 2016     | 3        | 1        | 3:0        |
| Eleni Daniilidou           | 1998     | 31       | 9        | 29:15      |
| Anna Gerasimou             | 2004     | 25       | 8        | 17:18      |
| Valentini Grammatikopoulou | 2014     | 19       | 6        | 15:9       |
| Angeliki Kanellopoulou     | 1981     | 26       | 10       | 15:28      |
| Michaela Laki              | 2021     | 1        | 1        | 0:1        |
| Eleni Kordolaimi           | 2017     | 4        | 2        | 3:2        |
| Christína Papadáki         | 1988     | 35       | 11       | 30:30      |
| Despina Papamichail        | 2010     | 26       | 8        | 17:22      |
| Maria Sakkari              | 2012     | 23       | 7        | 12:18      |
| Agni Stefanou              | 2012     | 5        | 2        | 1:4        |
| Olga Tsarbopoulou          | 1983     | 18       | 8        | 8:23       |
| Despoina Vogasari          | 2013     | 4        | 1        | 0:4        |
| Christina Zachariadou      | 1990     | 33       | 10       | 26:27      |